# Agraulis vanillae
Agraulis vanillae är en fjäril som hör till familjen praktfjärilar. Den förekommer i Amerika, från Argentina genom Centralamerika, Mexiko och Västindien till södra USA, så långt norrut som till San Francisco Bay Area. Tillfälligtvis kan den påträffas längre norrut i USA än så, men den har ingen stabil förekomst där utan det är vandrande fjärilar. Fjärilen har vackert orangefärgade vingar med fin svart mönstring. Vingspannet är 63-95 millimeter. Larven blir som fullväxt cirka 40 millimeter och har en orange kropp med svarta taggliknande utväxter. Larven livnär sig på växter ur passionsblomssläktet. 

## Kännetecken

### Imago
Den fullbildade fjärilen har ett vingspann på 63-95 millimeter. Vingarnas ovansida är klart orangefärgad med fin svart mönstring. Framvingarna är svartaktiga längs kanten och från kanten går svarta stråk inåt vingen längs med de större vingribborna. Längs ytterkanten på framvingen finns en tendens till att dessa inledningsvis vidgar sig till svarta fläckar närmare framvingens bakhörn. Dessutom finns några svarta fläckar tvärs över och mitt på framvingen. Nära mitten på framvingens framkant finns tre svarta fläckar med vit mitt, så kallade ögonfläckar. Bakvingarna har längs ytterkanten en svart bård med mer eller mindre runda orange fläckar och även några få svarta fläckar på den mittersta delen. Vingarnas undersida är brunaktig, utom ett mer eller mindre påfallande orangefärgat fält närmast basen på framvingarna, med större lite avlånga och silvriga fläckar. Fjärilens kropp är brun på ovansidan och vitaktig på undersidan.

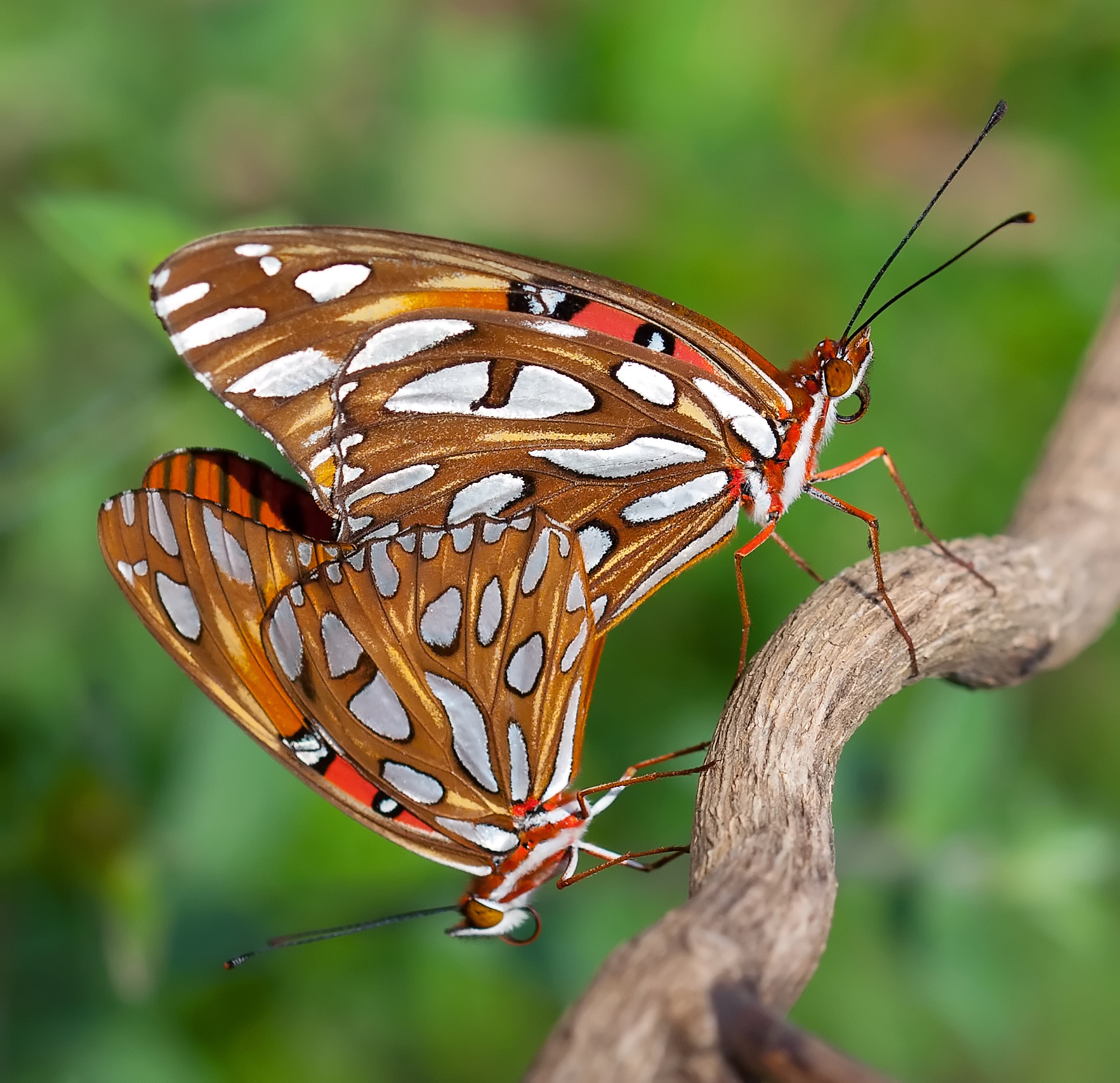
Par av Agraulis vanillae, här syns vingarnas undersidor.

### Larv
Larven är som fullt utväxt cirka 40 millimeter lång och har en klart färgad orange kropp med längsgående rader av svarta taggliknande utväxter. Dessa utväxter är dock mjuka och sticks inte, men larven är giftig att äta. Dess klara färger är en varning till predatorer. I senare stadier mörknar larven.

### Puppa
Puppan är brunspräcklig och hänger oftast ner från en kvist. Puppan liknar mest ett visset löv, vilket gör den mindre lätt att upptäcka i naturliga omgivningar.

## Utbredning
Fjärilen är utbredd i den neotropiska regionen och förekommer från Argentina och norrut genom Centralamerika, Mexiko och Västindien till södra USA, så långt som till San Francisco Bay Area. Tillfälligtvis kan fjärilen påträffas längre norrut i USA än så, men det finns inga stabila populationer i norra USA utan det är i så fall vandrande fjärilar.
Artens habitat är öppna gläntor och betesmarker och öppnare områden och kantzoner i tropiska sekundära skogar. Den förekommer också i parker och trädgårdar. 

## Levnadssätt
Fjärilar har en livscykel som innefattar fullständig förvandling med fyra utvecklingsstadier, ägg, larv, puppa och imago. I tropiska områden kan fjärilen fortplanta sig året runt och flyga i flera generationer. I områden där temperaturen växlar mer mellan årstiderna har den en flygperiod under sommaren då fortplantning sker och övervintrar längre söderut.
Ett uppvaktningsbeteende som är noterbart för arten är att hanen när han finner en hona landar framför henne och slår upprepade gånger med sina vingar. Hanen gör detta så nära honan att hennes antenner hamnar mellan hans vingar. Möjligtvis är syftet med beteendet att det frigör ämnen som främja en framgångsrik parning.
Honorna lägger äggen ett och ett på passionsblommor, som läkepassionsblomma, som larven livnär sig på. Fullbildade fjärilar kan dock suga nektar från andra blommande växter, som eldkronesläktet och cordiasläktet. 

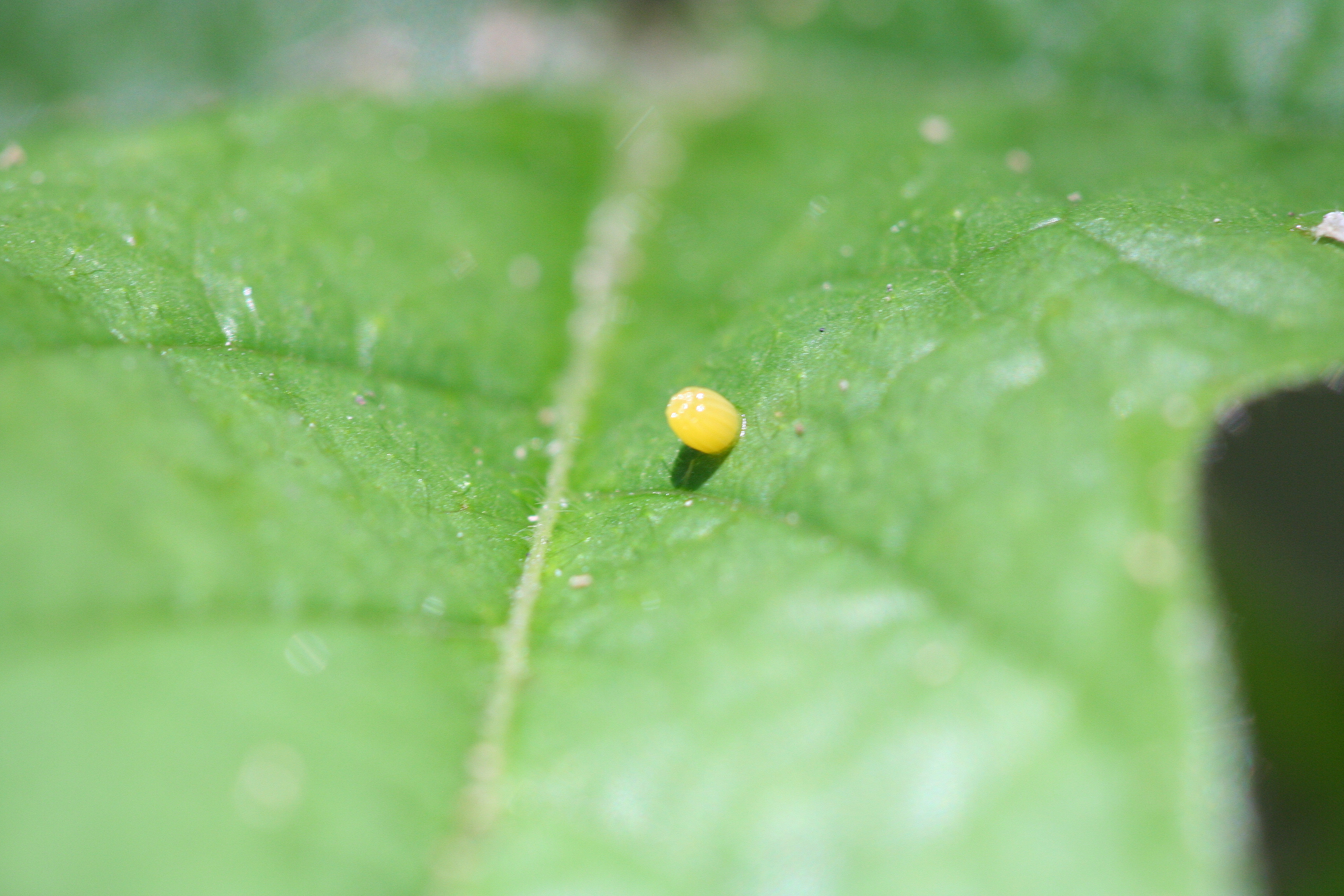
Ägg
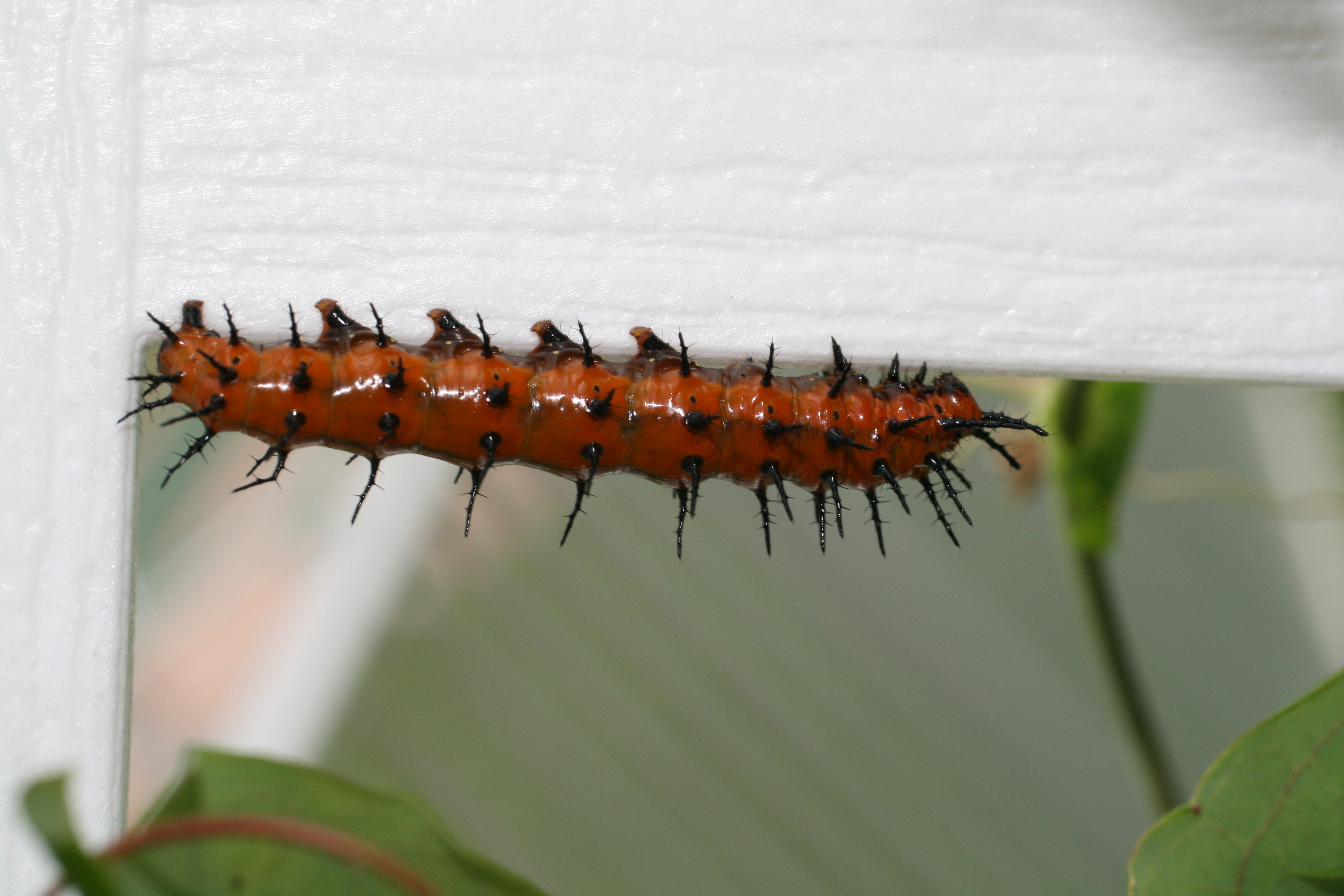
Larv
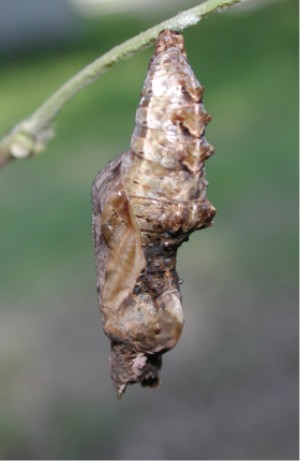
Puppa
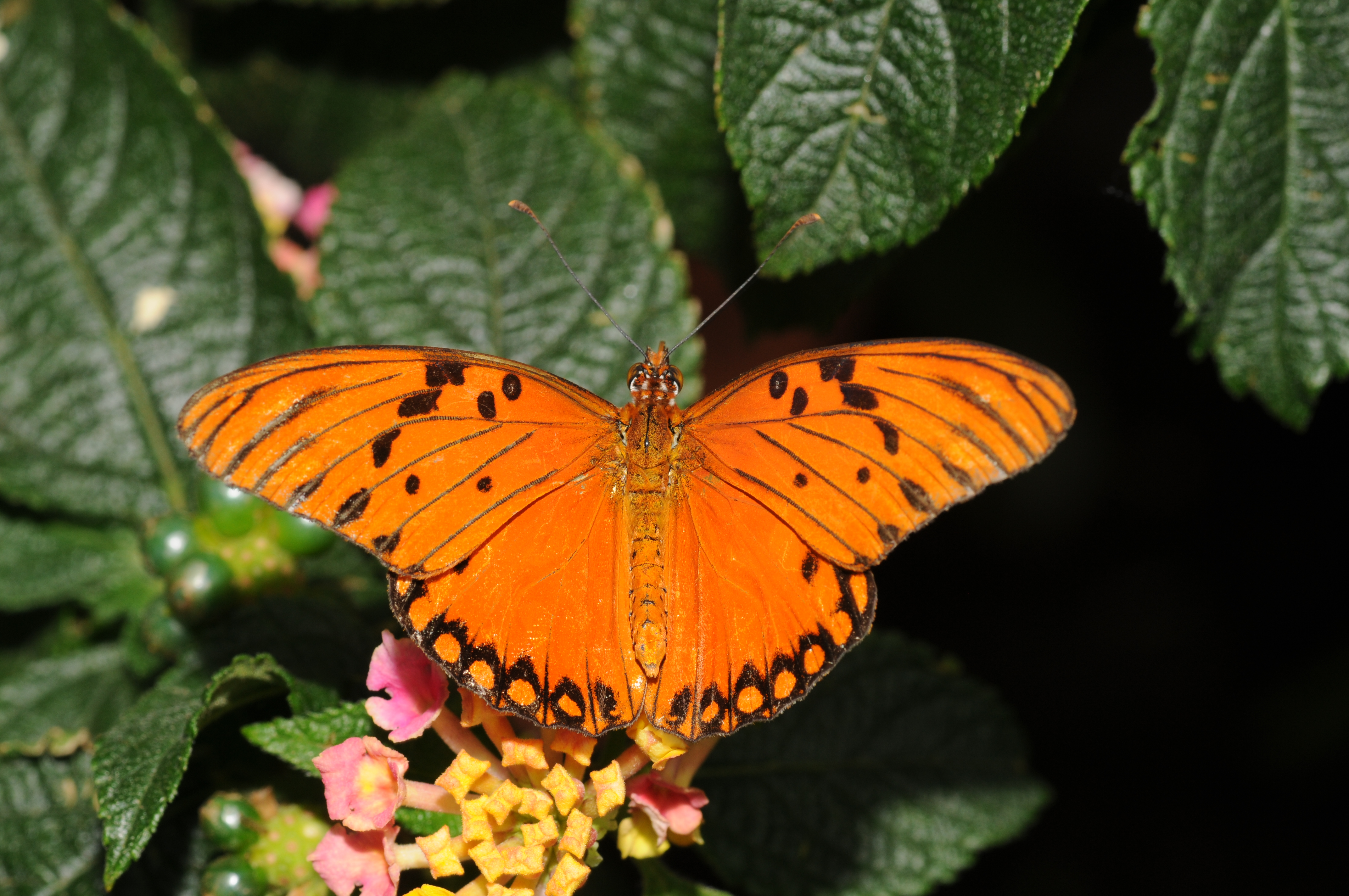
Imago
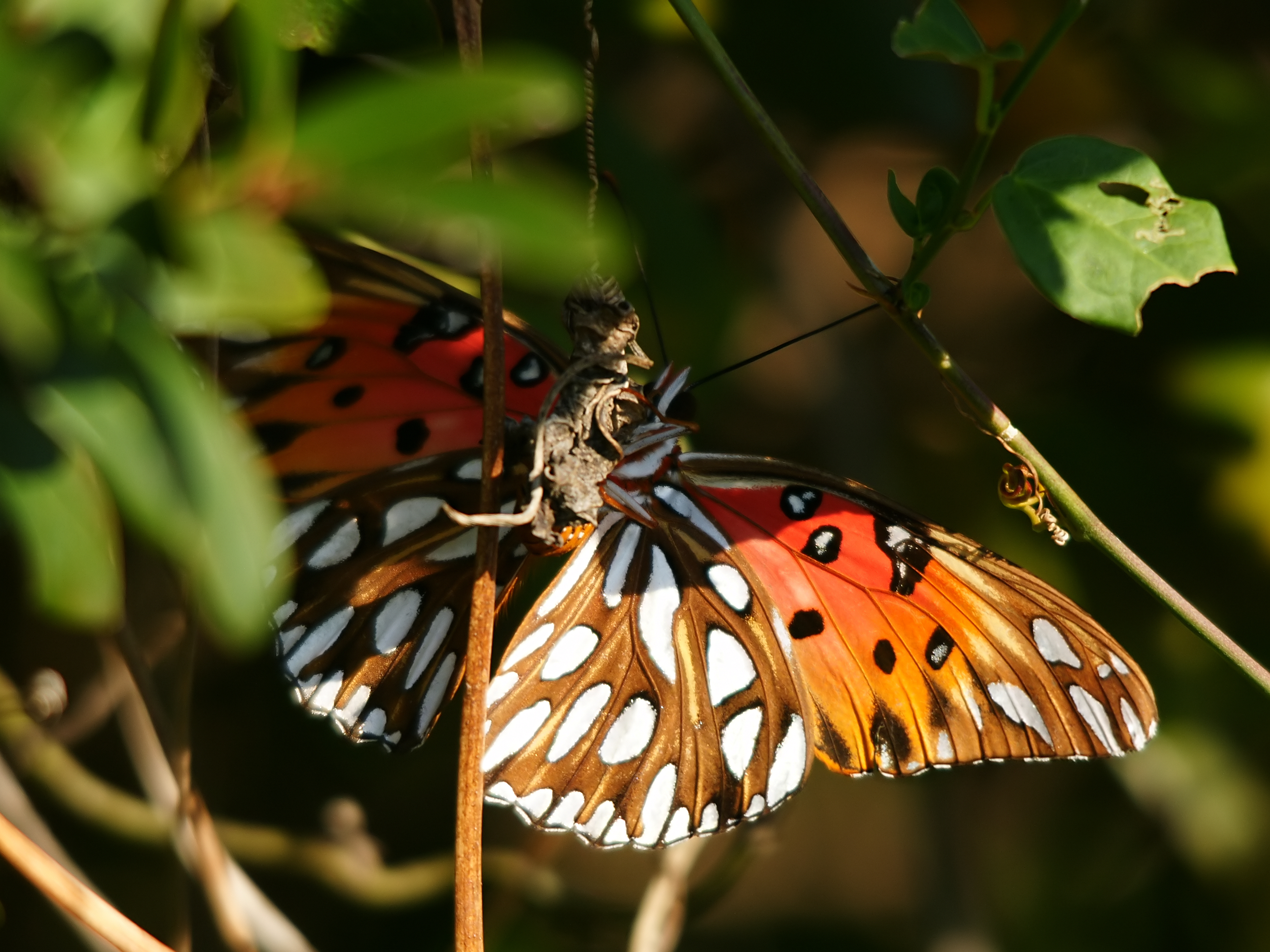
Agraulis vanillae vanillae